# Gilvánfa
Gilvánfa is een plaats (község) en gemeente in het Hongaarse comitaat Baranya. Gilvánfa telt 392 inwoners (2001).